# جان اسکیلز
جان اسکیلز (به انگلیسی: John Scales) بازیکن فوتبال زادهٔ ۴ ژوئیه ۱۹۶۶ اهل کشور انگلستان که سابقهٔ بازی در تیم ملی فوتبال انگلستان را در کارنامهٔ خود دارد. وی در تاریخ ۳ ژوئن ۱۹۹۵ نخستین بازی ملی خود را در مقابل تیم ملی فوتبال ژاپن انجام داد و با حضور در ۳ بازی ملی، در تاریخ ۱۱ ژوئن ۱۹۹۵ واپسین بازی ملی‌اش را در برابر تیم ملی فوتبال برزیل برگزار کرد.